# Maria Bello
Maria Elena Bello (n. 18 aprilie 1967, Norristown⁠(d), Pennsylvania, SUA) este o actriță și scriitoare americană. Ea a jucat în filme precum Povestea lui Jerry (1998), După faptă și răsplată (1999), Barul Coyote Ugly (2000), Cooler (2003), Umbrele Trecutului (2005), fiind nominalizată la Globul de Aur pentru ultimele două. A mai jucat în Mulțumim că fumați! (2006), Cercul literar „Jane Austen” (2007) și Prizonieri (2013). Bello este cunoscută și pentru rolul dr. Anna Del Amico din serialul Spitalul de urgență, pe care l-a interpretat între anii 1997-1998. În prezent joacă în rolul lui Michelle McBride în serialul Goliat.

## Viața timpurie
Bello s-a născut în Norristown, Pennsylvania, avându-i ca părinți pe Kathy, profesoară, și Joe Bello, antreprenor. Tatăl ei este italo-american, născut în Montella, Italia, iar mama ei este polonezo-americană. A absolvit Liceul Arhiepiscopul John Carroll din Radnor, Pennsylvania. S-a specializat în științe politice la Universitatea Villanova. După absolvire, Bello a jucat în mai multe piese de teatru la New York.

## Filmografie
| An   | Titlu                                               | Rol                                             | Note                   |
| ---- | --------------------------------------------------- | ----------------------------------------------- | ---------------------- |
| 1998 | Permanent Midnight                                  | Kitty                                           |                        |
| 1999 | Payback                                             | Rosie                                           |                        |
| 2000 | Coyote Ugly                                         | Lil Lovell                                      |                        |
| 2000 | Duets                                               | Suzi Loomis                                     |                        |
| 2001 | China: The Panda Adventure                          | Ruth Harkness                                   |                        |
| 2002 | Auto Focus                                          | Patricia Olson / Patricia Crane / Sigrid Valdis |                        |
| 2003 | The Cooler                                          | Natalie Belisario                               |                        |
| 2004 | Silver City                                         | Nora Allardyce                                  |                        |
| 2004 | Secret Window                                       | Amy Rainey                                      |                        |
| 2005 | Assault on Precinct 13                              | Alex Sabian                                     |                        |
| 2005 | A History of Violence                               | Edie Stall                                      |                        |
| 2005 | The Dark                                            | Adélle                                          |                        |
| 2006 | Thank You for Smoking                               | Polly Bailey                                    |                        |
| 2006 | The Sisters                                         | Marcia Prior Glass                              |                        |
| 2006 | Flicka                                              | Nell McLaughlin                                 |                        |
| 2006 | World Trade Center                                  | Donna McLoughlin                                |                        |
| 2007 | The Jane Austen Book Club                           | Jocelyn                                         |                        |
| 2007 | Towelhead                                           | Gail Monahan                                    |                        |
| 2007 | Butterfly on a Wheel                                | Abby Randall                                    | aka Shattered          |
| 2008 | Downloading Nancy                                   | Nancy Stockwell                                 |                        |
| 2008 | The Yellow Handkerchief                             | May                                             |                        |
| 2008 | The Mummy: Tomb of the Dragon Emperor               | Evelyn O'Connell                                | Replacing Rachel Weisz |
| 2009 | The Private Lives of Pippa Lee                      | Suky                                            |                        |
| 2010 | The Company Men                                     | Sally Wilcox                                    |                        |
| 2010 | Grown Ups                                           | Sally Lamonsoff                                 |                        |
| 2011 | Beautiful Boy                                       | Kate Carroll                                    |                        |
| 2011 | Abduction                                           | Mara Harper                                     |                        |
| 2011 | Carjacked                                           | Lorraine                                        |                        |
| 2013 | Grown Ups 2                                         | Sally Lamonsoff                                 |                        |
| 2013 | Prisoners                                           | Grace Dover                                     |                        |
| 2013 | Third Person                                        | Theresa                                         |                        |
| 2014 | Big Driver                                          | Tess Thorne                                     |                        |
| 2015 | McFarland, USA                                      | Cheryl White                                    |                        |
| 2015 | Demonic                                             | Dr. Elizabeth Klein                             |                        |
| 2015 | Bravetown                                           | Martha                                          |                        |
| 2016 | The 5th Wave                                        | Sergent Reznik                                  |                        |
| 2016 | The Confirmation                                    | Bonnie                                          |                        |
| 2016 | Lights Out                                          | Sophie                                          |                        |
| 2016 | The Late Bloomer                                    | Brenda Newmans                                  |                        |
| 2016 | Max Steel                                           | Molly McGrath                                   |                        |
| 2016 | Wait Till Helen Comes (A.K.A. Little Girl's Secret) | Jean                                            |                        |
| 2017 | In Search of Fellini                                | Claire                                          |                        |
| 2017 | Monumental                                          | Agent McFadden                                  |                        |
| 2018 | Undying                                             |                                                 |                        |
| 2018 | Every Day                                           | Lindsey                                         |                        |

| An           | Titlu                             | Rol                                         | Note        |
| ------------ | --------------------------------- | ------------------------------------------- | ----------- |
| 1996         | Mr. & Mrs. Smith                  | Mrs. Smith                                  | 13 episoade |
| 1997–1998    | ER                                | Dr. Anna Del Amico                          | Sezonul 4   |
| 2010         | Law & Order: Special Victims Unit | Vivian Arliss                               | 2 episoade  |
| 2011–2012    | Prime Suspect                     | Jane Timoney                                | 13 episoade |
| 2012–2013    | Touch                             | Lucy Robbins                                | 13 episoade |
| 2016         | Goliath                           | Michelle McBride                            | 8 episoade  |
| 2017–prezent | NCIS                              | NCIS Special Agent Jacqueline "Jack" Sloane | Sezonul 15  |
| 2017         | XQ Super School Live              | Herself                                     | 1 episod    |
| 2018         | The Walking Dead                  | TBA                                         | Sezonul 8   |

## Legături externe
- Maria Bello la Internet Movie Database
- Maria Bello la Allmovie